# Carl Rosenblad
Carl Rosenblad (né le 28 avril 1969) à Västervik en Suède est un ancien pilote de course automobile suèdois qui a participé à des épreuves d'endurance aux mains de voitures de Grand tourisme ou des Sport-prototype dans épreuves telles que les 24 Heures du Mans, et les 24 Heures de Daytona.

## Palmarès

### Résultats aux24 Heures du Mans
| Année | Écurie                             | Copilotes                            | Voiture               | Classe | Tours | Pos. | Class Pos. |
| ----- | ---------------------------------- | ------------------------------------ | --------------------- | ------ | ----- | ---- | ---------- |
| 1996  | Ennea SRL Igol                     | Luciano della Noce Anders Olofsson   | Ferrari F40 GTE       | GT1    | 98    | Abd. | Abd.       |
| 1997  | Kremer Racing                      | Tomas Saldaña (en) Jürgen Lässig     | Kremer K8 Spyder      | LMP    | 103   | Abd. | Abd.       |
| 1998  | Chereau Sports Larbre Compétition  | Jean-Pierre Jarier Robin Donovan     | Porsche 911 GT2       | GT2    | 164   | Abd. | Abd.       |
| 1999  | Riley & Scott Europe ( Solution F) | Marco Apicella Shane Lewis           | Riley & Scott MkIII/2 | LMP    | 67    | Abd. | Abd.       |
| 2001  | Paul Belmondo Racing               | Vincent Vosse Vanina Ickx            | Chrysler Viper GTS-R  | GTS    | 61    | Abd. | Abd.       |
| 2002  | Larbre Compétition                 | Jean-Luc Chéreau Jean-Claude Lagniez | Chrysler Viper GTS-R  | GTS    | 278   | 25e  | 6e         |
| 2003  | Courage Compétition                | David Hallyday Philippe Alliot       | Courage C65           | LMP675 | 41    | Abd. | Abd.       |
| 2007  | GPC Sport                          | Matthew Marsh Jesus Diez Villarroel  | Ferrari F430 GTC      | GT2    | 252   | Abd. | Abd.       |

### Résultats aux24 Heures de Daytona
| Année | Écurie                 | Copilotes                                                  | Voiture              | Classe | Tours | Pos. | Class Pos. |
| ----- | ---------------------- | ---------------------------------------------------------- | -------------------- | ------ | ----- | ---- | ---------- |
| 1996  | Rohr Corp.             | Jochen Rohr Herbert Schuerg Axel Rohr                      | Porsche 911 Turbo    | GTS-1  | 105   | Abd. | Abd.       |
| 1997  | Agusta Racing          | Almo Coppelli Rocky Agusta (en)                            | Chevrolet Corvette   | GTS-2  | 23    | Abd. | Abd.       |
| 1998  | Larbre Compétition     | Christophe Bouchut Patrice Goueslard                       | Porsche 911 GT1      | GT1    | 667   | 3e   | 2e         |
| 1999  | Autosport Racing       | Enzo Calderari Angelo Zadra (de) Lilian Bryner             | Ferrari 333 SP       | CA     | 679   | 4e   | 5e         |
| 2000  | Autosport Racing       | Enzo Calderari Angelo Zadra (de) Marco Zadra Lilian Bryner | Ferrari 333 SP       | SR     | 203   | Abd. | Abd.       |
| 2001  | Intersport Racing (en) | Jon Field Joel Field Clint Field                           | Lola B2K/10          | SRP    | 566   | 21e  | 4e         |
| 2002  | Larbre Compétition     | Christophe Bouchut Patrice Goueslard Jean-Luc Chéreau      | Chrysler Viper GTS-R | GTS    | 665   | 8e   | 2e         |